# Think Twice (Céline Dion)
"Think Twice" is een nummer van de Canadese zangeres Céline Dion. Het verscheen op haar album The Colour of My Love uit 1993. Op 18 juli 1994 werd het uitgebracht als de derde single van het album.

## Achtergrond
"Think Twice" is geschreven door Andy Hill en Peter Sinfield en geproduceerd door Christopher Neil en Aldo Nova. In het nummer vertelt de zangeres aan haar geliefde om "twee keer na te denken" voordat hij haar verlaat. Wereldwijd bestond de B-kant van de single uit diverse nummers van Dions Franstalige album Des mots qui sonnent. In 1995 ontvingen Hill en Sinfield een Ivor Novello Award voor het nummer in de categorie "Best Song Musically and Lyrically".
"Think Twice" groeide uit tot een van de grootste hits van Dion. Het werd een nummer 1-hit in de Britse UK Singles Chart, alhoewel het in de Amerikaanse Billboard Hot 100 op plaats 95 bleef steken. In Dions thuisland Canada kwam de single tot de dertiende positie. Naast het Verenigd Koninkrijk bereikte de single ook de hoogste plaats in onder meer Ierland, Noorwegen, Schotland, Zweden. Daarnaast kwam het in Australië, Denemarken, Spanje en Zwitserland in de top 10 terecht. In Nederland behaalde de single de eerste plaats in zowel de Top 40 als de Mega Top 50, terwijl in Vlaanderen ook de nummer 1-positie in de Ultratop 50 werd bereikt.

## Hitnoteringen

### Nederlandse Top 40
| Hitnotering: 04-03-1995 t/m 15-07-1995 | Hitnotering: 04-03-1995 t/m 15-07-1995 | Hitnotering: 04-03-1995 t/m 15-07-1995 | Hitnotering: 04-03-1995 t/m 15-07-1995 | Hitnotering: 04-03-1995 t/m 15-07-1995 | Hitnotering: 04-03-1995 t/m 15-07-1995 | Hitnotering: 04-03-1995 t/m 15-07-1995 | Hitnotering: 04-03-1995 t/m 15-07-1995 | Hitnotering: 04-03-1995 t/m 15-07-1995 | Hitnotering: 04-03-1995 t/m 15-07-1995 | Hitnotering: 04-03-1995 t/m 15-07-1995 | Hitnotering: 04-03-1995 t/m 15-07-1995 | Hitnotering: 04-03-1995 t/m 15-07-1995 | Hitnotering: 04-03-1995 t/m 15-07-1995 | Hitnotering: 04-03-1995 t/m 15-07-1995 | Hitnotering: 04-03-1995 t/m 15-07-1995 | Hitnotering: 04-03-1995 t/m 15-07-1995 | Hitnotering: 04-03-1995 t/m 15-07-1995 | Hitnotering: 04-03-1995 t/m 15-07-1995 | Hitnotering: 04-03-1995 t/m 15-07-1995 | Hitnotering: 04-03-1995 t/m 15-07-1995 | Hitnotering: 04-03-1995 t/m 15-07-1995 |
| Week                                   | 1                                      | 2                                      | 3                                      | 4                                      | 5                                      | 6                                      | 7                                      | 8                                      | 9                                      | 10                                     | 11                                     | 12                                     | 13                                     | 14                                     | 15                                     | 16                                     | 17                                     | 18                                     | 19                                     | 20                                     |                                        |
| -------------------------------------- | -------------------------------------- | -------------------------------------- | -------------------------------------- | -------------------------------------- | -------------------------------------- | -------------------------------------- | -------------------------------------- | -------------------------------------- | -------------------------------------- | -------------------------------------- | -------------------------------------- | -------------------------------------- | -------------------------------------- | -------------------------------------- | -------------------------------------- | -------------------------------------- | -------------------------------------- | -------------------------------------- | -------------------------------------- | -------------------------------------- | -------------------------------------- |
| Nummer                                 | 27                                     | 18                                     | 14                                     | 6                                      | 5                                      | 2                                      | 1                                      | 1                                      | 1                                      | 2                                      | 2                                      | 3                                      | 4                                      | 5                                      | 6                                      | 10                                     | 14                                     | 21                                     | 31                                     | 32                                     | uit                                    |

### Mega Top 50
| Hitnotering: 25-02-1995 t/m 22-07-1995 | Hitnotering: 25-02-1995 t/m 22-07-1995 | Hitnotering: 25-02-1995 t/m 22-07-1995 | Hitnotering: 25-02-1995 t/m 22-07-1995 | Hitnotering: 25-02-1995 t/m 22-07-1995 | Hitnotering: 25-02-1995 t/m 22-07-1995 | Hitnotering: 25-02-1995 t/m 22-07-1995 | Hitnotering: 25-02-1995 t/m 22-07-1995 | Hitnotering: 25-02-1995 t/m 22-07-1995 | Hitnotering: 25-02-1995 t/m 22-07-1995 | Hitnotering: 25-02-1995 t/m 22-07-1995 | Hitnotering: 25-02-1995 t/m 22-07-1995 | Hitnotering: 25-02-1995 t/m 22-07-1995 |
| Week                                   | 1                                      | 2                                      | 3                                      | 4                                      | 5                                      | 6                                      | 7                                      | 8                                      | 9                                      | 10                                     | 11                                     | 12                                     |
| -------------------------------------- | -------------------------------------- | -------------------------------------- | -------------------------------------- | -------------------------------------- | -------------------------------------- | -------------------------------------- | -------------------------------------- | -------------------------------------- | -------------------------------------- | -------------------------------------- | -------------------------------------- | -------------------------------------- |
| Nummer                                 | 44                                     | 29                                     | 19                                     | 5                                      | 4                                      | 2                                      | 1                                      | 1                                      | 1                                      | 1                                      | 2                                      | 2                                      |
| Week                                   | 13                                     | 14                                     | 15                                     | 16                                     | 17                                     | 18                                     | 19                                     | 20                                     | 21                                     | 22                                     |                                        |                                        |
| Nummer                                 | 2                                      | 3                                      | 4                                      | 7                                      | 10                                     | 15                                     | 16                                     | 23                                     | 30                                     | 44                                     | uit                                    |                                        |

### NPO Radio 2 Top 2000
| Nummer met noteringen in de NPO Radio 2 Top 2000 | '99 | '00 | '01  | '02  | '03  | '04  | '05  | '06  | '07 | '08  |
| ------------------------------------------------ | --- | --- | ---- | ---- | ---- | ---- | ---- | ---- | --- | ---- |
| Think Twice                                      | 389 | 485 | 1174 | 1086 | 1145 | 1408 | 1525 | 1740 | -   | 1768 |

1. ↑  Een '-' betekent dat het nummer niet was genoteerd en een vetgedrukt getal geeft de hoogste notering aan.
2. ↑  Deze tabel is bijgewerkt tot en met de meest recente editie (2024).